# André Weinfeld
 (août 2018).

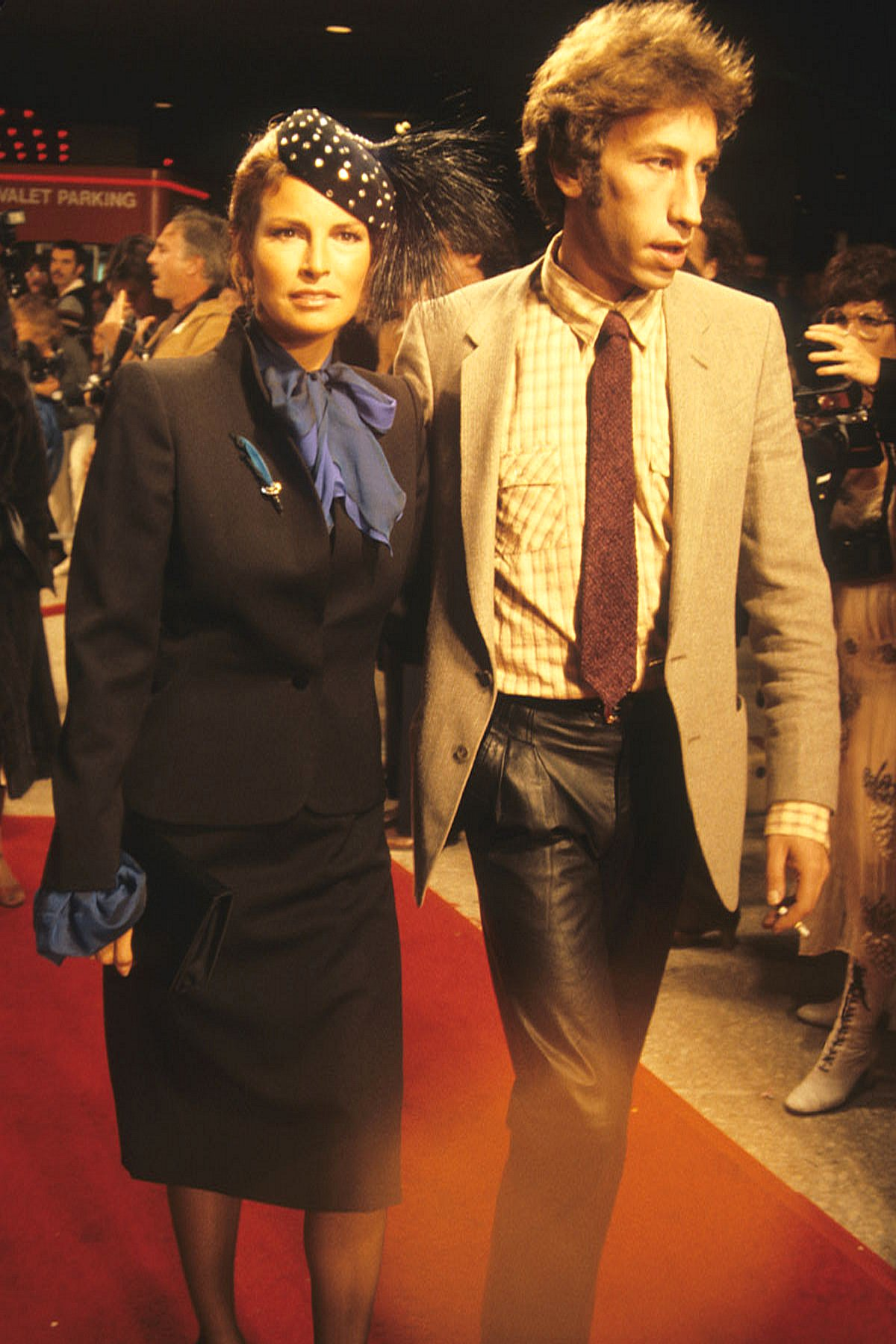
André Weinfeld et son épouse Raquel Welch en 1979, à la première du film The Rose.

André Weinfeld, né le 6 avril 1947 à Paris, et mort le 20 décembre 2024 à New York aux États-Unis, est un réalisateur, producteur, scénariste de cinéma et de télévision, journaliste et photographe franco-américain.

## Éducation
André Weinfeld effectue ses études à Paris, aux lycées Montaigne et Louis-le-Grand. Après un baccalauréat de mathématiques, une licence de lettres modernes et une maîtrise en psychologie à la Sorbonne, il est reçu premier au concours d'entrée de l'Institut des hautes études cinématographiques, qu’il quitte après six mois[réf. nécessaire].

## Carrière française
En 1965 et 1966, il collabore, en tant que directeur de la photographie et cadreur, à plusieurs films de la Nouvelle Vague. Il participe ensuite aux magazines d'actualité des première et deuxième chaînes de l’ORTF, toujours comme cadreur.
Il devient ensuite réalisateur et producteur de télévision pour plusieurs magazines d'actualité, dont Bouton rouge. Il couvre le Monterey International Pop Festival et le Festival de Woodstock, puis travaille à Londres et aux États-Unis avec le producteur Giorgio Gomelsky et plusieurs vedettes musicales[Comment ?].
Il réalise ensuite plusieurs reportages d'actualité d'une durée de 20 à 90 minutes pour plusieurs émissions des trois chaînes, dont Dim, Dam, Dom. Il effectue plusieurs interviews, des reportages sur sujets sociaux et politiques en France et à l'étranger, et est correspondant de guerre en Israël, Syrie et Liban pendant la guerre du Kippour en 1973.
Après avoir effectué son service militaire en tant que réalisateur au Service cinématographique des armées, André Weinfeld travaille comme metteur en scène sur un court-métrage de fiction, La Bonne Nouvelle, avec lequel il est primé par le Centre national de la cinématographie[réf. nécessaire] et lors du 19e Festival du film de Londres (1975). Il est ensuite scénariste et dialoguiste de La Clé sur la porte.
En 2001, il est filmé par Gérard Courant pour son anthologie cinématographique Cinématon. Il est le numéro 2024 de cette collection.

## Carrière américaine
En 1977, après avoir rencontré l'actrice américaine de cinéma Raquel Welch à l’occasion du tournage du film L'Animal, André Weinfeld déménage à Hollywood pour la rejoindre et y crée sa première société de production, tout en continuant à écrire des scénarios. Après l’avoir épousée en 1980, il produit une émission de variétés pour la chaîne ABC, From Raquel with Love, ainsi que des spectacles de son épouse à Las Vegas, Reno et Atlantic City. Il effectue également la réalisation, la production et la distribution de quatre programmes de culture physique et de yoga. Il divorce en 1990.
En tant que photographe, ses photos sont distribuées par l’agence Sygma. Elles ont illustré plusieurs magazines comme, en France, Paris Match, Elle ou Playboy.
André Weinfeld est membre de la Writers Guild of America, de la Producers Guild of America et de la Société des auteurs et compositeurs dramatiques.